# 西門記
西門記（朝鮮語: 서문기）は、中国元朝の進士であり、朝鮮氏族の安陰西門氏の始祖である。
元朝の河南省出身。西門記は、1351年に魯国公主が恭愍王に降嫁される時に、媵臣（嫁にいく女の付き人）として高麗に入国、安陰君に封ぜられた。